# Massimo Olmi
Massimo Olmi (né le 13 octobre 1942 à Pistoia, en Toscane) est un entomologiste italien, spécialiste de la famille Dryinidae des hyménoptères et professeur d'entomologie à l'Université de la Tuscia. Il a écrit 8 livres où il décrit et parle de la biologie des dryinides du monde.

## Travaux scientifiques
Massimo Olmi a découvert plusieurs dizaines de nouvelles espèces dans cette famille, décrites au long d'une centaine de livres et articles, couvrant plus de trente ans de carrière.
En 2003, le paléontologue Michael S. Engel découvre une nouvelle espèce de Dryinidae qu'il dédie à Massimo Olmi : Burmanteon olmii.